# یواس‌اس چیپر (اس‌پی-۲۵۶)
یواس‌اس چیپر (اس‌پی-۲۵۶) (به انگلیسی: USS Chipper (SP-256)) یک کشتی بود که طول آن ۶۹ فوت (۲۱ متر) بود. این کشتی در سال ۱۹۱۳ ساخته شد.